# 1713年イギリス総選挙
1713年イギリス総選挙（1713ねんイギリスそうせんきょ、英語: British general election, 1713）は、1713年にグレートブリテン王国で行われた議会庶民院（下院）議員（第4期）を選出する選挙である。
与党のトーリー党が議席数を伸ばした。

## 選挙の形勢
グレートブリテン議会は1707年にイングランド議会とスコットランド議会が合同したときに成立した。ジャントー率いる政府が倒れた1710年以降、ロバート・ハーレー率いる新政府は中道政策をとり、論争を招く政策を避けようとしたが、反非国教徒政策をとろうとしたトーリー党の急進派であるバックベンチャーは支持を得られずに憤慨していた。ロバート・ハーレーの政府がスペイン継承戦争を終わらせるユトレヒト条約の締結に成功したことで有権者の支持が得られた。これによりトーリー党は議席を伸ばしたが、ハーレーは同時に急進派からの突き上げに悩まされることとなった。イングランドおよびウェールズでは35パーセントにあたる94選挙区で選挙戦が戦われたが、これは党派間の緊張が緩和したこととホイッグ党が勝ち目がないと考えたことが理由である。

## 区割り
グレートブリテン議会が存在した全期間を通して、区割りが変更されることはなかった。

## 選挙の日付
総選挙は1713年8月22日から11月12日まで行われた。この時代の選挙は全ての選挙区で同時に行われず、各バラや郡でバラバラに行われた（ハスティングも参照）。

## 結果
| 地域           | トーリー党 | ホイッグ党 | 合計議員数 |
| -------------- | ---------- | ---------- | ---------- |
| イングランド   | 323        | 166        | 489        |
| ウェールズ     | 21         | 3          | 24         |
| スコットランド | 14         | 31         | 45         |
| 合計           | 358        | 200        | 558        |